# Мусаев, Шамиль Мусаевич
Мусаев Шамиль Мусаевич (род. 8 января 1994, Кизляр, Дагестан, Россия) — российский боец смешанного стиля, представитель полусредней весовой категории, чемпион Европы по ММА (2016), чемпион мира по ММА (2017) в составе сборной России союза ММА России, чемпион Европы по Ушу (2016), пятикратный чемпион России по ушу Саньда, победитель M-1 Fighter (4 сезон), боец лиги KSW ММА.

## Биография
Шамиль Мусаев родился 8 января 1994 года в городе Кизляр в Дагестане. В 2008 году окончил школу № 7 в Кизляре.
В возрасте 6 лет Шамиль Мусаев начал заниматься ушу Саньда под руководством Ачало Магомедаминова.
Свою профессиональную карьеру в ММА начал в 2013 году.
2014 году Шамиль присоединился к ММА M-1 Global.
В 2019 году Шамиль Мусаев подписал контракт с крупнейшим европейским промоушеном KSW ММА, базирующейся в Польше. В первом бою, в лёгкой весовой категории, он победил бывшего чемпиона TFL Хуберта Шимайду. После успешного выступления в Польше польская публика прозвала его «Cichy Zabójca».
7 декабря 2019 года KSW 52 в Гливицах Шамиль Мусаев нокаутировал бывшего претендента на титул чемпиона KSW в лёгком весе Гжегожа Шулаковски.
В августе 2020 года был претендентом на лёгкий пояс KSW, но незадолго до боя с Матеушем Гамротом получил травму колена и был вынужден отказаться от боя.
30 января 2021 года в Лодзи Шамиль провёл свой следующий поединок в лиге KSW, где единогласным решением судей победил Уроша Юришичу, тем самым обеспечив словенцу первое поражение в его профессиональной карьере. После оглашения результата между игроками разгорелся спор. Несмотря на громкий скандал, оба игрока получили гонорар, однако был наложен штраф за ненадлежащее поведение..
В марте 2021 года в Москве стал чемпионом России по ушу.
Свои тренировки Шамиль Мусаев проводит в Дагестане в Махачкале и в клубе Golden Team в Мытищах.

### Боевой стиль
Шамиль Мусаев — быстрый панчер, всегда стремится пораньше финишировать своих соперников. В статистике боёв много финишей в первом раунде. Шамиль Мусаев обладает отличными борцовскими навыками, а также приличными навыками бразильского джиу-джитсу и ушу.

## Титулы и достижения
Шамиль Мусаев — победитель множества всероссийских и международных соревнований. Является мастером спорта международного класса по ушу-саньда, а также мастером спорта международного класса по ММА.
- Чемпион Европы по ММА (2016)[11]
- Чемпион мира по ММА (2017)
- Чемпион первенства мира по ушу саньда
- Чемпион Европы по ушу (2016)[12]
- Шестикратный чемпион России по ушу
- Победитель M-1 Fighter (4 сезон)
- Чемпион PFL в полусреднем весе (2024)

## Статистика боёв
| Боёв 20  | Побед 19 | Поражений 0 |
| -------- | -------- | ----------- |
| Нокаутом | 12       | 0           |
| Сдачей   | 2        | 0           |
| Решением | 5        | 0           |
| Ничьи    | 1        | 1           |

| Результат | Баланс | Противник                      | Метод                                                   | Раунд | Время | Турнир                                                        | Дата             | Место                      | Примечание                                      |
| --------- | ------ | ------------------------------ | ------------------------------------------------------- | ----- | ----- | ------------------------------------------------------------- | ---------------- | -------------------------- | ----------------------------------------------- |
| Победа    | 19-0-1 | Магомед Умалатов               | Технический нокаут (удары)                              | 3     | 1:44  | PFL 10: сезон 2024                                            | 29 ноября 2024   | Эр-Рияд, Саудовская Аравия | Завоевал титул чемпиона PFL в полусреднем весе. |
| Победа    | 18-0-1 | Мурад Рамазанов                | Единогласное решение                                    | 3     | 5:00  | PFL 9: сезон 2024                                             | 23 августа 2024  | Вашингтон, США             | Полуфинал турнира PFL в полусреднем весе.       |
| Победа    | 17-0-1 | Мурад Рамазанов                | Технический нокаут (удары)                              | 2     | 1:51  | PFL 6: сезон 2024                                             | 28 июня 2024     | Су-Фолс, США               |                                                 |
| Победа    | 16-0-1 | Логан Сторли                   | Нокаут (удары)                                          | 2     | 0:27  | PFL 3: сезон 2024                                             | 19 апреля 2024   | Чикаго, США                |                                                 |
| Победа    | 15-0-1 | Алексей Кунченко               | Технический нокаут (удар ногой с разворота и добивание) | 1     | 1:26  | RCC 16: Мусаев - Кунченко                                     | 28 июля 2023     | Тюмень, Россия             |                                                 |
| Ничья     | 14-0-1 | Михал Пьетржак                 | Ничья (большинством голосов)                            | 3     | 5:00  | KSW 64: Przybysz vs. Santos                                   | 23 октября 2021  | Лодзь, Польша              |                                                 |
| Победа    | 14-0   | Юрош Юришич                    | Единогласное решение                                    | 3     | 5:00  | KSW 58: Parnasse vs. Torres                                   | 30 января 2021   | Лодзь, Польша              |                                                 |
| Победа    | 13-0   | Гржегорж Жулаковски            | Нокаут (удар рукой с разворота)                         | 1     | 1:27  | KSW 52: Race                                                  | 7 декабря 2019   | Гливице, Польша            |                                                 |
| Победа    | 12-0   | Хуберт Жимайда                 | Технический нокаут (удары)                              | 1     | 3:52  | KSW 48: Szymański vs. Parnasse                                | 27 апреля 2019   | Люблин, Польша             |                                                 |
| Победа    | 11-0   | Марат Хасанов                  | Технический нокаут (удары)                              | 1     | 3:08  | Fight Nights Global 91                                        | 27 декабря 2018  | Москва, Россия             |                                                 |
| Победа    | 10-0   | Меллер да Сильва Коуту         | Удушающий приём (сзади)                                 | 2     | 2:52  | Golden Team Championship 3                                    | 10 марта 2018    | Люберцы, Россия            |                                                 |
| Победа    | 9-0    | Расул Самадов                  | Нокаут (хай-кик)                                        | 1     | 2:47  | Golden Team: Mytishchi Arena Cup                              | 20 мая 2017      | Мытищи, Россия             |                                                 |
| Победа    | 8-0    | Джорджо Бодис                  | Удушающий приём (сзади)                                 | 1     | 2:24  | UOMMA — FighteRevolution Cup 2016: Team Russia vs. Team World | 12 августа 2016  | Калиниград, Россия         |                                                 |
| Победа    | 7-0    | Мирлан Тилекбаев               | Технический нокаут (удары)                              | 2     | 1:26  | ProfSport: GPro 19                                            | 05 марта 2016    | Москва, Россия             |                                                 |
| Победа    | 6-0    | Фелипе Сальвадор Нсуе Айиугоно | Нокаут (удар)                                           | 1     | 1:12  | Russian MMA Union: New Horizons Grand Final                   | 22 ноября 2014   | Минск, Белоруссия          |                                                 |
| Победа    | 5-0    | Максим Грабович                | Единогласное решение                                    | 2     | 5:00  | M-1 Global: Super-Stage Reality Show MixFighter               | 27 сентября 2014 | Мытищи, Россия             |                                                 |
| Победа    | 4-0    | Роман Мироненко                | Единогласное решение                                    | 2     | 5:00  | M-1 Global: MixFighter Season 4                               | 15 июня 2014     | Минск, Белоруссия          |                                                 |
| Победа    | 3-0    | Павел Масальский               | Технический нокаут (удары)                              | 2     | 2:30  | Mix Fighter: New Horizons Qualifying                          | 27 мая 2014      | Минск, Белоруссия          |                                                 |
| Победа    | 2-0    | Равиль Гаджиев                 | Единогласное решение                                    | 2     | 5:00  | Real Steel 2013                                               | 14 сентября 2013 | Дубна, Россия              |                                                 |
| Победа    | 1-0    | Муслим Мубаракшоев             | Технический нокаут (остановка доктором)                 | 1     | 4:45  | Razdolie Cup 2                                                | 30 июня 2013     | Зеленоград, Россия         |                                                 |